# St-Médard (Paris)

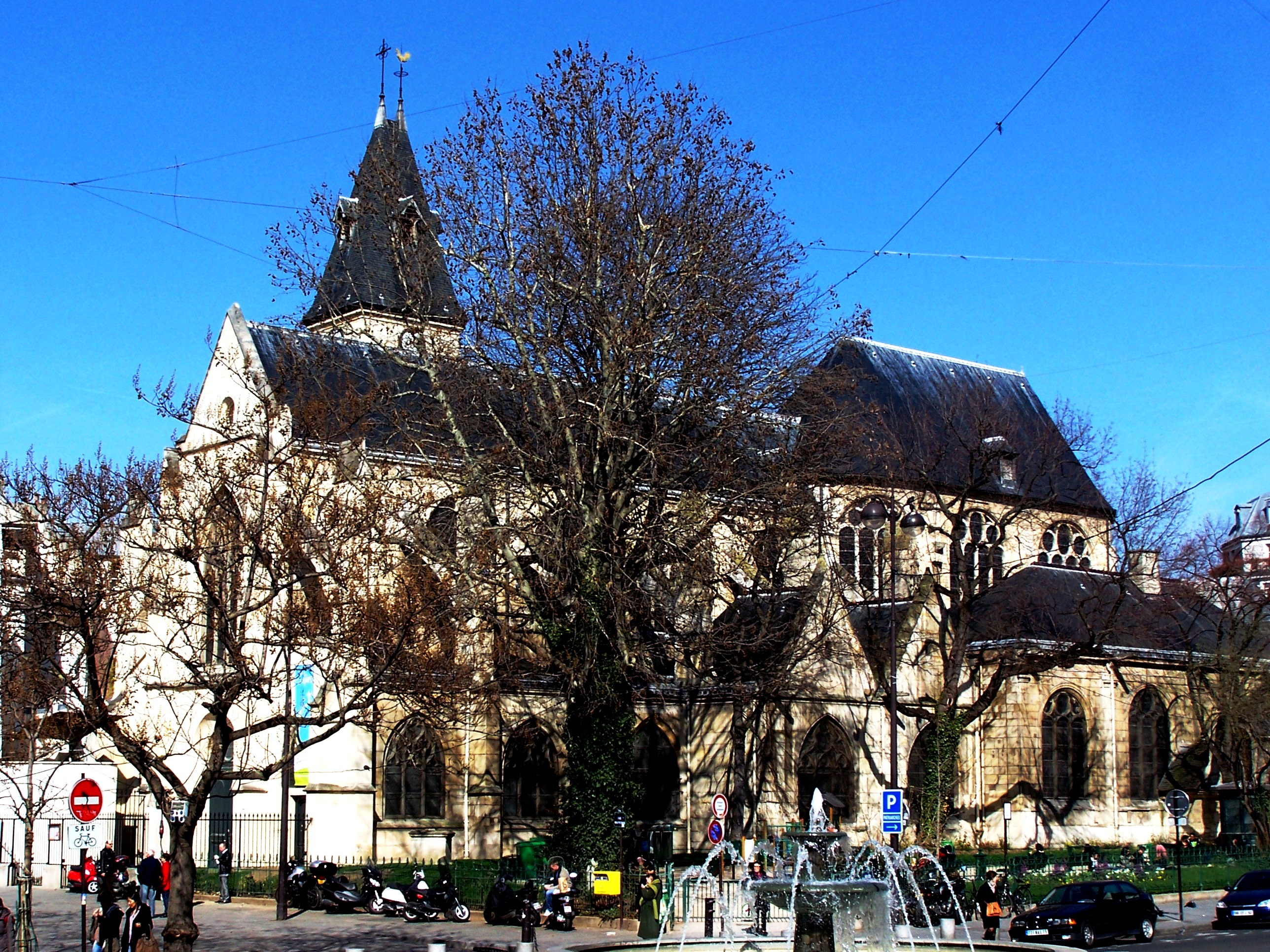
Pfarrkirche Saint-Médard

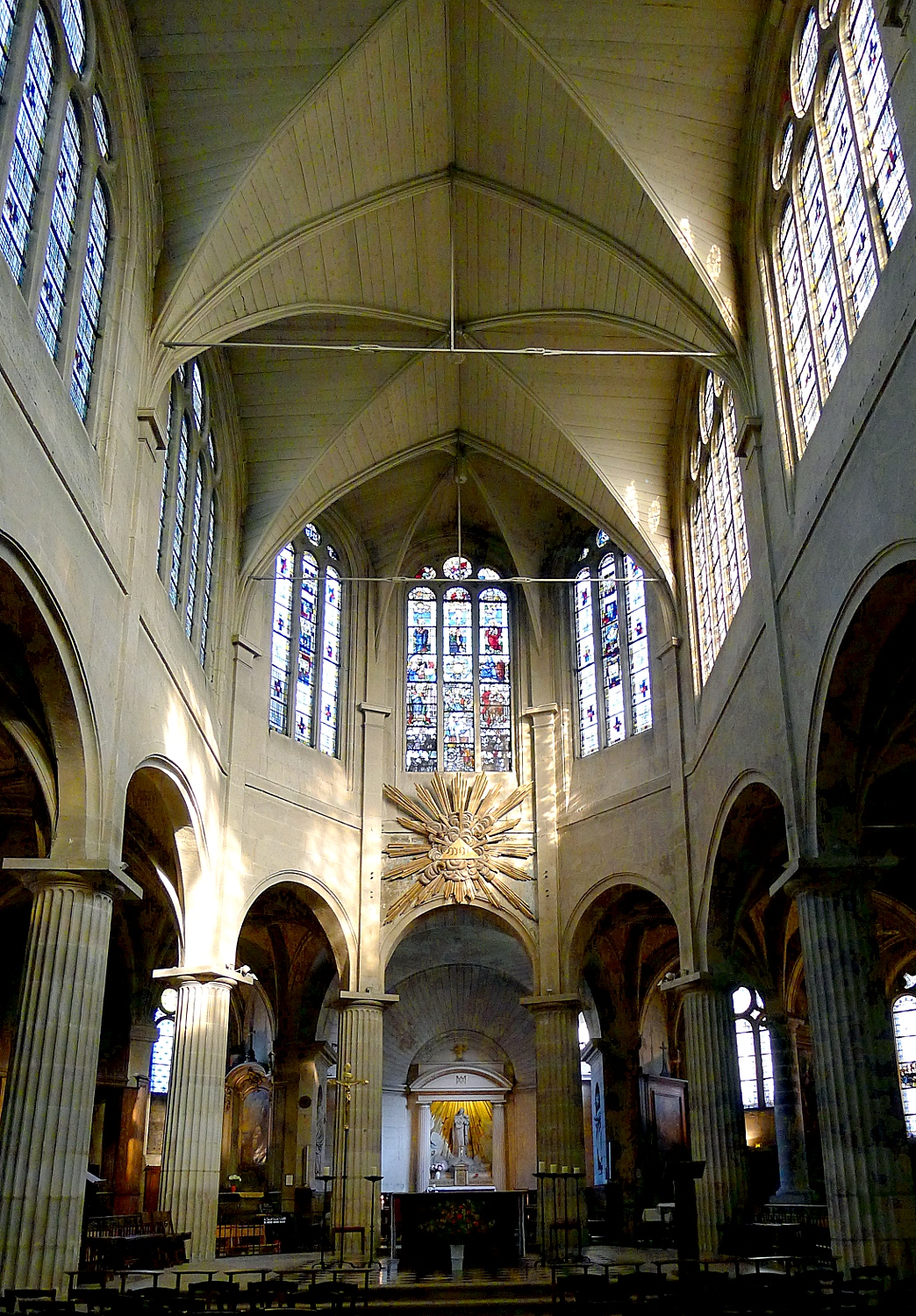
Innenraum, Blick zum Chor

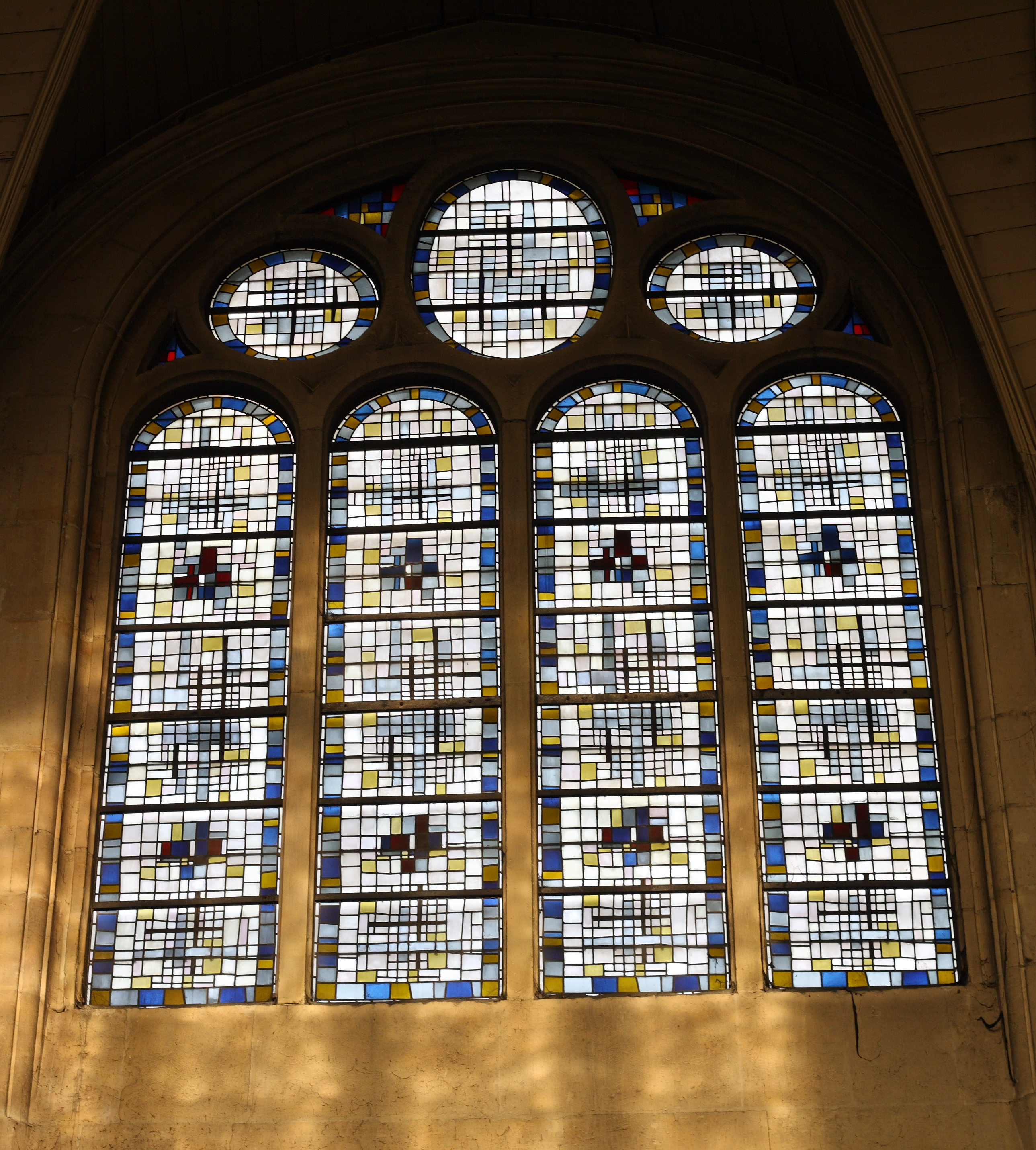
Modernes Fenster im Langhaus

Die katholische Pfarrkirche Saint-Médard wurde ab dem 15./16. Jahrhundert im Stil der Spätgotik errichtet. Sie steht in der Rue Mouffetard Nr. 141, im 5. Arrondissement, auf dem linken Seineufer von Paris. Die nächste Metrostation ist die Station Censier-Daubenton der Linie 7.

## Geschichte
Saint-Médard wurde 1163 erstmals schriftlich in einer Bulle des Papstes Alexander III. erwähnt. 1978 entdeckte man bei Ausgrabungen im Umfeld der Kirche merowingische Sarkophage, die eine wesentlich ältere Vorgängerkirche vermuten lassen. Die dem heiligen Medardus († 545), dem Bischof von Noyon und späteren Bischof von Tournai, geweihte Kirche befand sich an der Römerstraße von Lutetia nach Lyon, in der Nähe der Stelle, an der sie die Bièvre überquerte.
Das heutige Gebäude wurde ab der Mitte des 15. oder zu Beginn des 16. Jahrhunderts auf den Grundmauern des romanischen Vorgängerbaus errichtet. Die mehrfach unterbrochenen Bauarbeiten wurden erst im 18. Jahrhundert zu Ende geführt. Während der Religionskriege kam es 1561 zum sogenannten „Tumult von Saint-Médard“, bei dem die Kirche von Protestanten gestürmt und verwüstet wurde.
1655 wurde Saint-Médard als Pfarrkirche des Faubourg Saint-Marcel dem Erzbistum Paris eingegliedert. Zuvor war sie der Abtei Sainte-Geneviève unterstellt, deren Mönche die Pfarrei bis zur Französischen Revolution von 1789 betreuten.
1773 wurde an der Westfassade das schmucklose Eingangsportal eingefügt. 1784 gestaltete Louis-François Petit-Radel den Chor im klassizistischen Stil um, ließ kannelierte Säulen mit dorischen Kapitellen einbauen und fügte die große Marienkapelle an. Er schuf auch den Anbau der Sakristei an der Südseite.
Unter dem Nationalkonvent wurde die Kirche geschlossen. Zeitweise diente sie den Anhängern der Theophilanthropie als Temple du Travail (Tempel der Arbeit), bis sie wieder als katholische Kirche genutzt wurde.
Seit dem Gesetz zur Trennung von Kirche und Staat von 1905 ist die Kirche Saint-Médard Eigentum der Stadt Paris. 1906 wurde sie in die Liste der französischen Kulturdenkmäler als Monument historique aufgenommen.

## Konvulsionäre von Saint-Médard
Die nahe der Abtei von Port-Royal gelegene Kirche Saint-Médard wurde von zahlreichen Anhängern des Jansenismus besucht. Auf dem kleinen Friedhof, der sich ursprünglich an die Apsis der Kirche anschloss, wurde der Diakon François de Pâris (1690–1727) beigesetzt, der beim Streit um die päpstliche Bulle Unigenitus Dei filius von 1713 die Jansenisten unterstützt hatte. An seinem Grab, an dem Wunderheilungen stattgefunden haben sollen, versammelten sich die sogenannten Konvulsionäre von Saint-Médard. Um dem Treiben Einhalt zu gebieten, wurde 1732 auf Geheiß des Königs Ludwig XV. der Friedhof geschlossen. Ein Unbekannter brachte daraufhin am Eingang ein Schild an mit der Aufschrift: „Im Namen des Königs ist es Gott untersagt, an diesem Ort Wunder zu wirken.“

## Architektur
Der Glockenturm ruht auf einem Fundament aus romanischer Zeit. Er wurde im 16. Jahrhundert erhöht. Der Innenraum ist in drei Schiffe und fünf Joche gegliedert. Die ersten drei Joche stammen – wie das große Fassadenfenster im Flamboyant-Stil – aus der ersten Bauphase. Das vierte und fünfte Joch und der Chor gehen auf die zweite Hälfte des 16. Jahrhunderts zurück, der Chorumgang und das Gewölbe des Chores auf das frühe 17. Jahrhundert.
Mittelschiff und Seitenschiffe sind mit einem Kreuzrippengewölbe gedeckt. Die Schlusssteine des Hauptschiffes sind skulptiert. In den beiden Seitenschiffen öffnen sich Kapellen. Der Chor schließt sich ohne eingeschobenes Querhaus an das Langhaus an. Die im 18. Jahrhundert umgestalteten Rundbogenarkaden schließen den Chor, der das Mittelschiff in Höhe und Breite überragt, vom Chorumgang ab.

## Ausstattung
Die Kanzel der Kirche stammt aus dem Jahr 1718.
In der Kirche befinden sich die Gemälde:
- Die Wanderung des heiligen Josef und des Jesuskindes von Francisco de Zurbarán (1598–1664) in einer Kapelle im Chorumgang
- Christus im Grabe nach Philippe de Champaigne (1602–1674) in einer Kapelle im Chorumgang
- Jesus vertreibt die Händler aus dem Tempel von Charles-Joseph Natoire (1700–1777) im linken Seitenschiff

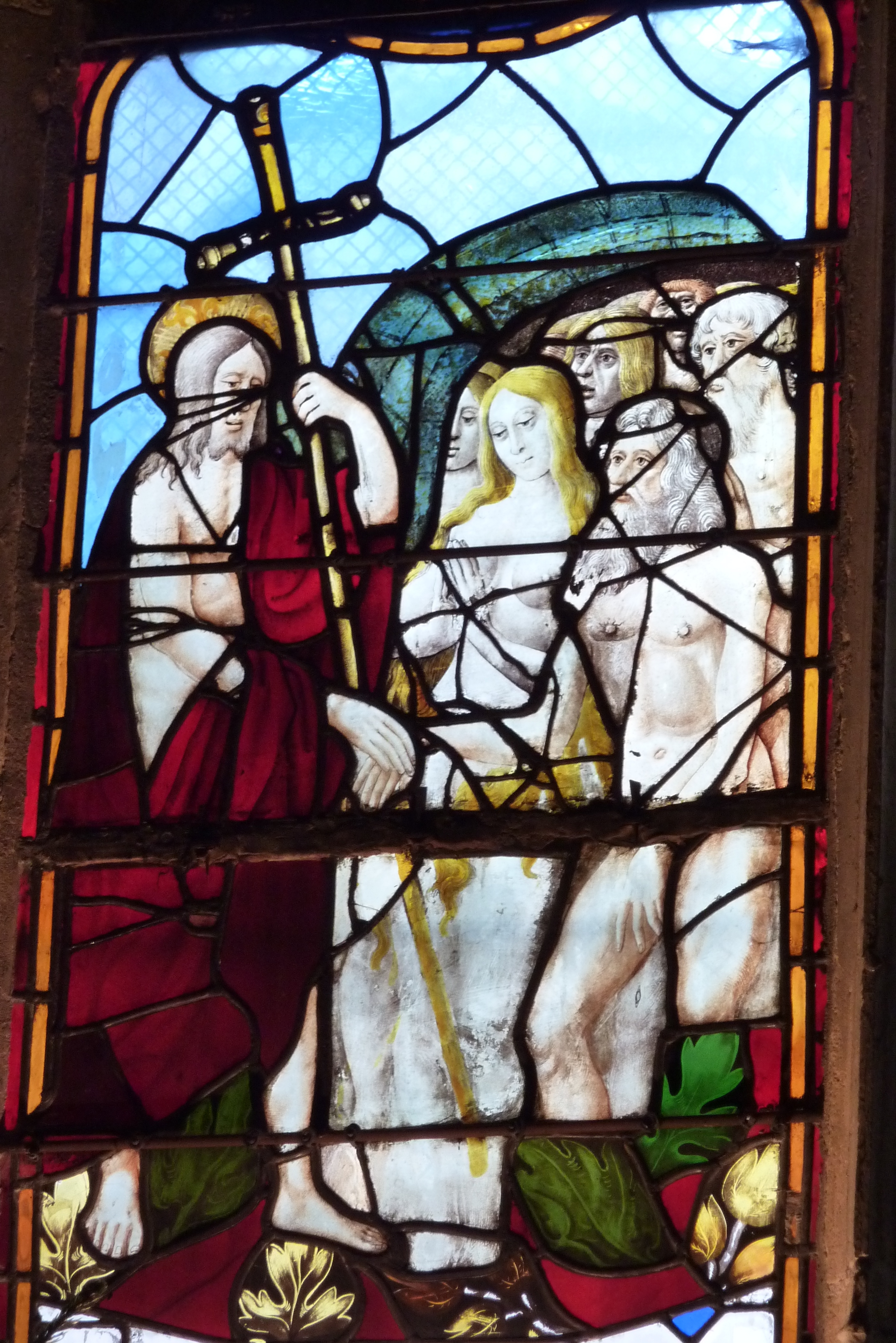
Fragment eines Renaissancefensters aus dem 16. Jahrhundert im südlichen Seitenschiff mit der Darstellung der Höllenfahrt Christi

## Bleiglasfenster
Von den Bleiglasfenstern des 16. und 17. Jahrhunderts sind nur noch Fragmente erhalten. Das zentrale Fenster der Apsis mit der Darstellung des gekreuzigten Christus, auf dessen rechter Seite Maria und auf dessen linker Seite der Apostel Johannes steht, ist aus Stücken unterschiedlicher Herkunft zusammengesetzt. Die Scheiben mit der Darstellung der Höllenfahrt Christi, des heiligen Rochus und des heiligen Antonius sowie einer Majestas Domini in Kapellen des südlichen Seitenschiffes sind Renaissancefragmente. Das Fenster in einer Kapelle des nördlichen Seitenschiffes mit der Darstellung des Erzengels Michaels, der den Drachen besiegt, stammt aus dem 19. Jahrhundert.
Die großen Chorfenster wurden 1941 bei verschiedenen Künstlern (Jean-Hébert Stevens, Paul Bony, Maurice Tastemain und Pierre Cellier) in Auftrag gegeben.

## Orgel
Die Orgel wurde zwischen 1765 und 1767 von François-Henri Clicquot gefertigt und 1880 von den Gebrüdern Edouard und Eugène Stolz weitgehend erneuert. 1933 wurde sie von Gutschenritter und zwischen 1980 und 2000 von der Orgelbaufirma Dargassies restauriert. Der Orgelprospekt, ein Werk des Schreinermeisters Germain Pilon (oder Pillon), gehört zu den ältesten von Paris. Er stammt aus der Zeit von 1644 bis 1646 und ist aus Eichenholz geschnitzt. Er ist mit Harpyien, Engel und Engelsköpfen verziert und mit der Skulptur des auferstandenen Christus bekrönt. 1980 wurde die Orgel zum Monument historique erklärt. Das Instrument hat 32 Register auf drei Manualen und Pedal. Die Spiel- und Registertrakturen sind mechanisch.
| I Grand Orgue C–g3 |                |     |
| 1.                 | Bourdon        | 16′ |
| 2.                 | Montre         | 8′  |
| 3.                 | Bourdon        | 8′  |
| 4.                 | Violoncelle    | 8′  |
| 5.                 | Prestant       | 4′  |
| 6.                 | Plein-Jeu II-V |     |
| 7.                 | Cornet V       | 8′  |
| 8.                 | Bombarde       | 16′ |
| 9.                 | Trompette      | 8′  |
| 10.                | Clairon        | 4′  |

| II Positif C–g3 |                  |     |
| 11.             | Bourdon          | 16′ |
| 12.             | Bourdon          | 8′  |
| 13.             | Flûte harmonique | 8′  |
| 14.             | Salicional       | 8′  |
| 15.             | Unda maris       | 8′  |
| 16.             | Flûte            | 4′  |
| 17.             | Clochettes III   |     |
| 18.             | Trompette        | 8′  |
| 19.             | Clarinette       | 8′  |
| 20.             | Clairon          | 4′  |

| III Recit expressif C–g3 |                  |    |
| 21.                      | Bourdon          | 8′ |
| 22.                      | Gambe            | 8′ |
| 23.                      | Voix céleste     | 8′ |
| 24.                      | Flûte octaviante | 4′ |
| 25.                      | Octavin          | 2′ |
| 26.                      | Trompette        | 8′ |
| 27.                      | Basson-Hautbois  | 8′ |
| 28.                      | Voix humaine     | 8′ |
|                          | Tremblant        |    |

| Pédale C–f1 |           |     |
| 29.         | Soubasse  | 16′ |
| 30.         | Flûte     | 8′  |
| 31.         | Bombarde  | 16′ |
| 32.         | Trompette | 8′  |

- Koppeln: II/I, III/I, III/II, I/P, II/P